# SN 1991bj
SN 1991bj – supernowa typu Iax odkryta 30 grudnia 1991 roku w galaktyce IC 344. W momencie odkrycia miała maksymalną jasność 18,80m.